# Алгабаський сільський округ (Жанасемейський район)
Алгаба́ський сільський округ (каз. Алғабас ауылдық округі, рос. Алгабасский сельский округ) — адміністративна одиниця у складі Жанасемейського району Абайської області Казахстану. Адміністративний центр та єдиний населений пункт — село Алгабас.
Населення — 688 осіб (2021; 1069 у 2009, 1241 у 1999, 1541 у 1989).
Станом на 1989 рік існувала Алгабаська сільська рада (Алгабас, Кизижал, Кіїккашкан) колишнього Єгіндибулацького району Карагандинської області. Села Кизилжал, Кіїккашкан були ліквідовані 2017 року.

## Склад
До складу округу входять такі населені пункти:
| Населений пункт  | Старі назви | Населення, осіб (1989) | Населення, осіб (1999) | Населення, осіб (2009) | Населення, осіб (2021) |
| ---------------- | ----------- | ---------------------- | ---------------------- | ---------------------- | ---------------------- |
| Алгабас, село    | -           | 1091                   | 944                    | 999                    | 688                    |
| Кизилжал, село   | Кизижал     | 255                    | 198                    | 46                     | -                      |
| Кіїккашкан, село | -           | 195                    | 99                     | 24                     | -                      |